# 國府田マリ子の寝不足ラジオ〜夢はそらいろ〜
『國府田マリ子の寝不足ラジオ〜夢はそらいろ〜』（こうだマリこのねぶそくラジオゆめはそらいろ）は、東海ラジオ放送で放送されていたラジオ番組。パーソナリティは國府田マリ子。

## 放送時間
- 番組開始～2005年9月30日:毎週金曜日26:00-26:30
- 2005年10月8日～番組終了:毎週土曜日26:00-26:30

## コーナー
- 寝不足は三文の得
- 電波はどこまで届いているの

## テーマ曲
- OP:國府田マリ子/君がいる空
- ED:國府田マリ子/ため息のサプリメント

## 公開録音
2005年4月24日に名古屋城でのイベントで公開録音が行われた。録音されたものが直後の4月29日に放送された。